# SHU matsukura
SHU matsukura（シュウ・マツクラ）は、日本のキャラクターデザイナー・イラストレーター。

## 経歴
大阪府出身。かつてロックンロールスターになることを夢見ていたが挫折。熱くなれる何かを探し求めていく内、2000年にひょんなことからペンを取り、独学で絵の世界へ。
- 2000年 - 独学でペンを取り絵描きの道へ。大阪の戎橋で路上販売をスタート。
- 2002年 - 表現の主軸となる「Sweet Rock Town」を創り出す。
- 2004年 - 大阪での長いストリート活動を経て、日本中のアートイベントなど様々なイベントに参加。
- 2006年 - アジア最大のアートイベントであるデザインフェスタ初出店。
- 2007年 - アートストリーム人気投票、第1位。
- 2009年 - テレビ大阪、企画協力 - 通算2回のメインビジュアル担当。
- 2010年 - ご当地ブギーのストラップ発売開始し、I LOVE OSAKAのストラップが月100万円の売り上げを出す。